# Ien Dales
Catharina Isabella (Ien) Dales (ur. 18 października 1931 w Arnhem, zm. 10 stycznia 1994 w Utrechcie) – holenderska polityk, parlamentarzystka, burmistrz Nijmegen (1987–1989), minister spraw wewnętrznych (1989–1994).

## Życiorys
Kształciła się w kościelnym instytucie szkoleniowym „Kerk en Wereld” w Driebergen, w którym pracowała w latach 1956–1975, od 1969 na stanowisku dyrektora. Studiowała andragogikę na Uniwersytecie Amsterdamskim. Zaangażowała się w działalność polityczną w ramach Partii Pracy, do której należała od 1968. Od 1975 pracowała jako freelancer, współpracując z różnymi organizacjami i instytucjami. W latach 1977–1981 była dyrektorem miejskich służb społecznych w Rotterdamie. Od września 1981 do maja 1982 pełniła funkcję sekretarza stanu w resorcie spraw społecznych i zatrudnienia, odpowiadając za ochronę socjalną. W latach 1982–1987 sprawowała mandat posłanki do Tweede Kamer. Po odejściu z izby niższej Stanów Generalnych została burmistrzem Nijmegen (1987–1989). W listopadzie 1989 objęła stanowisko ministra spraw wewnętrznych w trzecim rządzie Ruuda Lubbersa. Zajmowała je do czasu swojej śmierci w styczniu 1994.

## Odznaczenia
- Kawaler Orderu Lwa Niderlandzkiego (1982)[1]